# 玛丽昂·基舍
玛丽昂·基舍（德語：Marion Kische，1958年3月30日—），德国女子竞技体操运动员。她曾代表东德参加1976年夏季奥林匹克运动会体操比赛，获得女子团体全能铜牌。